# Maré negra de Norilsk
A maré negra de Norilsk foi um desastre industrial ocorrido em 29 de maio de 2020 no tanque de armazenamento nº 5 da usina termelétrica nº 3 da Norilsk-Taimyr, perto de Norilsk, no norte da Russia, próximo a Sibéria. O acidente aconteceu quando um tanque de armazenamento colapsou após uma série de buracos no fundo do reservatório, causados pela formação de uma corrosão. O recipiente presente inundou os rios locais com até 21 mil metros cúbicos de óleo diesel.
Descrito como a segunda maior maré negra na história russa moderna, foi declarado estado de emergência. É comparado ao vazamento do navio-petroleiro Exxon Valdez, no Alaska, em 1989.